# Miguel Capuccini
Miguel Capuccini (5 stycznia 1904, zm. 9 czerwca 1980) – piłkarz urugwajski, bramkarz.
Jako piłkarz klubu Montevideo Wanderers znalazł się w kadrze reprezentacji Urugwaju na turniej Copa América 1927. Zagrał we wszystkich trzech meczach – z Peru, Boliwią i Argentyną. W turnieju tym Urugwaj zajął drugie miejsce za Argentyną, przegrywając decydujące spotkanie 2:3. Tylko w tym meczu Capuccini nie zdołał uchronić swej drużyny przed utratą gola – w poprzednich dwóch spotkaniach zdołał zachować czyte konto.
Jako piłkarz klubu CA Peñarol był w kadrze reprezentacji Urugwaju biorącej udział w mistrzostwach świata w 1930 roku. Urugwaj zdobył tytuł mistrza świata, jednak Capuccini nie wystąpił w żadnym ze spotkań.